# Яндис
Яндис (или Иандис; др.-греч. ΄Ιανδυσου) — легендарный скифский царь, упомянутый античным историком Аррианом в сочинении «История Парфии» (Parthiaka) в 17 книгах, сохранились только цитаты и отрывки у более поздних авторов.
Согласно Арриану скифский царь Яндис жил во время легендарного египетского царя Сесостриса, и при них будто бы произошло переселение племени парфов из Скифии в ныне занимаему ими область (Парфию).
У ряда античных авторов, начиная с Геродота, упоминается о походе Сесостриса против скифов, но имя царя скифов обычно не упоминается. Геродот, который первый сообщил об этом легендарном походе, пишет:
«Сесострис прошел материк, пока не перешел из Азии в Европу и не разбил скифов и фракийцев. Я думаю, что дальше скифов и фракийцев египетское войско не заходило, ибо на их земле установлены те самые стелы, а дальше они не встречаются. Отсюда он повернул и пошел назад, а затем оказался на реке Фасис.»
Имя скифского царя Яндиса современника Сесостриса упоминается только у Арриана.